# Un hombre fenómeno
 Un hombre fenómeno (en inglés, Wonder Man) es una película musical estadounidense de 1945 dirigida por H. Bruce Humberstone y protagonizada por Danny Kaye y Virginia Mayo. Basado en un cuento corto de Arthur Sheekman, adaptada a la pantalla por los escritores liderados por Jack Jevne y Eddie Moran, y producida por Samuel Goldwyn. 

## Argumento
Buzzy Bellew, amo de un cabaret es testimonio de un asesinato cometido por el gángster Ten Grand Jackson. Una noche, dos de los hombres de Jackson matan a Buzzy y lanzan su cuerpo al lago de Prospect Parc de Brooklyn. Buzzy vuelve como fantasma y convoca a su hermano gemelo, un tímido bibliotecario, Edwin Dingle, en Prospect Parc para que pueda ayudar el policía Jackson, ocupando su lugar como showman de un nightclub y vengar su muerte.

## Reparto
- Danny Kaye: Edwin Dingle / Buzzy Bellew
- Virginia Mayo: Ellen Shanley
- Vera-Ellen: Midge Mallon
- Donald Woods: Monte Rossen
- S.Z. Sakall: Schmidt
- Allen Jenkins: Chimp
- Edward Brophy: Torso
- Steve Cochran: Ten Grand Jackson
- Otto Kruger: Fiscal del distrito
- Richard Lane: Ayudante de fiscal del distrito
- Natalie Schafer: Sra. Hume
- Huntz Hall: El marido
- Virginia Gilmore: El amigo del marinero
- Edward Gargan: El policía
- Alice Mock: Prima Donna
- Gisela Werbezirk: Sra. Schmidt

## Premios y distinciones
Premios Óscar
| Año  | Categoría                                  | Persona                       | Resultado |
| ---- | ------------------------------------------ | ----------------------------- | --------- |
| 1946 | Mejor orquestación de una película musical | Lou Forbes y Ray Heindorf     | Nominado  |
| 1946 | Mejor canción original                     | David Rose y Leo Robin        | Nominado  |
| 1946 | Mejor sonido                               | Gordon Sawyer                 | Nominado  |
| 1946 | Mejores efectos especiales                 | John P. Fulton y Arthur Johns | Ganadores |